# 3859 Borngen
3859 Borngen је астероид чија средња удаљеност од Сунца износи 3,200 астрономских јединица (АЈ).
Апсолутна магнитуда астероида је 12,0.